# Hyrdehøj (Roskilde)
 For alternative betydninger, se Hyrdehøj. (Se også artikler, som begynder med Hyrdehøj)
Hyrdehøj er en bydel i det vestligste Roskilde, der blev etableret i 2002 og siden er blevet gradvist udbygget. Navnet stammer fra Hyrdehøj Skov, samt gravhøjen Hyrdehøj.
Den første etape af bydelen blev færdiggjort i 2002, da man åbnede et butikscenter her, som desuden rummede boliger på øverste etage. I de følgende to år blev der opført ca. 110 parcelhuse i den vestlige del og ældreboliger i den østlige del. I 2004-2005 opførte Roskilde Kommune børneinstitutioner og Lokalcentret Kristiansminde, mens Roskilde Boligselskab opførte ca. 100 boliger – heraf 20 i et seniorbofællesskab.
Der er fortsat planer om at foretage yderligere udbygning af området med flere boliger.
I området ligger desuden Roskilde Katedralskole og Hyrdehøj Stadion.
Ved etableringen af den nye bydel, anlagde man Hyrdehøj Vestvej, der forbinder Holbækvej i nord med Lindenborgvej i syd, hvilket gav en ny forbindelse ud mod Holbækmotorvejen.
|  | Denne artikel om lokaliteten Hyrdehøj (Roskilde) kan blive bedre, hvis der indsættes et (bedre) billede. Du kan hjælpe ved at afsøge Wikimedia Commons for et passende billede eller lægge et op på Wikimedia Commons med en af de tilladte licenser og indsætte det i artiklen. |

55°38′1.1″N 12°3′2.1″Ø / 55.633639°N 12.050583°Ø